# Orieux
Orieux település Franciaországban, Hautes-Pyrénées megyében. Lakosainak száma 110 fő (2022. január 1.). Orieux Bugard, Bernadets-Dessus, Bonnefont, Moulédous, Peyriguère és Sère-Rustaing községekkel határos.

## Népesség
A település népességének változása:
| Lakosok száma | 113  | 119  | 122  | 115  | 111  | 106  | 106  | 107  | 110  |
|               | 2013 | 2015 | 2016 | 2017 | 2018 | 2019 | 2020 | 2021 | 2022 |